# Campeonato Paraense de Futebol de 1970
O Campeonato Paraense de Futebol de 1970 foi a 58.ª edição da principal divisão do futebol do Pará. Organizada pela Federação Paraense de Futebol, a competição contou com a participação de oito clubes. A Tuna Luso sagrou-se campeã, conquistando seu 8º título estadual, enquanto o Paysandu ficou com o vice-campeonato. Lêonidas, da Tuna Luso, foi o maior goleador do certame, com 9 gols marcados.[carece de fontes?]
Tuna Luso, Paysandu, Remo (terceiro colocado paraense) e Sport Belém (quarto colocado paraense) foram convidados para participar da primeira edição do Campeonato Nacional de Clubes da Primeira Divisão de 1971, competição de segundo escalão criada pela Confederação Brasileira de Desportos para as equipes de federações que não disputariam o igualmente novo Campeonato Nacional de Clubes naquele mesmo ano.

## Participantes
| Equipe      | Cidade | Títulos (mais recente) | Part. |
| ----------- | ------ | ---------------------- | ----- |
| Combatentes | Belém  | 0 (não possui)         | 20    |
| Júlio César | Belém  | 0 (não possui)         | 23    |
| Paysandu    | Belém  | 26 (1969)              | 54    |
| Remo        | Belém  | 22 (1968)              | 54    |
| Sacramenta  | Belém  | 0 (não possui)         | 5     |
| Sport Belém | Belém  | 0 (não possui)         | 3     |
| Sporting    | Belém  | 0 (não possui)         | 1ª    |
| Tuna Luso   | Belém  | 7 (1958)               | 36    |

## Tabela

### Primeiro Turno
| 2 de agosto de 1970 | Tuna Luso   | 1 – 1 | Júlio César |  |
|                     | Gol marcado |       | Gol marcado |  |

| 2 de agosto de 1970 | Remo                      | 2 – 1 | Sacramenta  |  |
|                     | Gol marcado · Gol marcado |       | Gol marcado |  |

| 5 de agosto de 1970 | Tuna Luso | 0 – 0 | Combatentes |  |
|                     |           |       |             |  |

| 9 de agosto de 1970 | Remo                                    | 3 – 1 | Sporting    |  |
|                     | Gol marcado · Gol marcado · Gol marcado |       | Gol marcado |  |

| 9 de agosto de 1970 | Paysandu                                | 3 – 1 | Sacramenta  |  |
|                     | Gol marcado · Gol marcado · Gol marcado |       | Gol marcado |  |

| 11 de agosto de 1970 | Júlio César | 1 – 0 | Sport Belém |  |
|                      | Gol marcado |       |             |  |

| 16 de agosto de 1970 | Remo                                                  | 4 – 0 | Combatentes |  |
|                      | Gol marcado · Gol marcado · Gol marcado · Gol marcado |       |             |  |

| 20 de agosto de 1970 | Tuna Luso                               | 3 – 0 | Sporting |  |
|                      | Gol marcado · Gol marcado · Gol marcado |       |          |  |

| 23 de agosto de 1970 | Paysandu                                                            | 5 – 1 | Júlio César |  |
|                      | Gol marcado · Gol marcado · Gol marcado · Gol marcado · Gol marcado |       | Gol marcado |  |

| 23 de agosto de 1970 | Sport Belém                                                                                     | 7 – 3 | Sacramenta                              |  |
|                      | Gol marcado · Gol marcado · Gol marcado · Gol marcado · Gol marcado · Gol marcado · Gol marcado |       | Gol marcado · Gol marcado · Gol marcado |  |

| 29 de agosto de 1970 | Sport Belém               | 2 – 1 | Sporting    |  |
|                      | Gol marcado · Gol marcado |       | Gol marcado |  |

| 29 de agosto de 1970 | Remo        | 1 – 0 | Júlio César |  |
|                      | Gol marcado |       |             |  |

| 4 de setembro de 1970 | Paysandu                                              | 4 – 2 | Combatentes               |  |
|                       | Gol marcado · Gol marcado · Gol marcado · Gol marcado |       | Gol marcado · Gol marcado |  |

| 6 de setembro de 1970 | Tuna Luso               | 2 – 0 | Sacramenta |                            |
|                       | Érvio 3' · Mesquita 47' |       |            | Árbitro: Armando Camarinha |

- Tuna Luso: Omar; Marinho, Abel, Carvalho e Acari; Antenor e Waltinho; Fefeu, Leônidas (Nilson), Mesquita e Érvio.
- Sacramenta: Abreu; Abílio, Orivaldo, Gonçalves e Zumbi; Cicatriz, Hugo e Luís; Reis, Nascimento e Japonês.

| 13 de setembro de 1970 | Tuna Luso                   | 3 – 1 | Remo           |                                  |
|                        | Érvio · Zeilídio · Leônidas |       | Jorge Mendonça | Árbitro: Assis Furtado de Aragão |

- Tuna Luso: Omar; Marinho, Abel, Carvalho e Acari; Antenor e Waltinho; Fefeu (Zeilídio), Mesquita, Leônidas (Gonzaga) e Érvio.
- Remo: Franco; Jorge Mendonça, Nagel, Lúcio e Edílson; Siroto e Carlitinho; Birugueta (Mimi), Íris, Rubilota e Neve.

| 14 de setembro de 1970 | Sporting    | 1 – 1 | Combatentes |  |
|                        | Gol marcado |       | Gol marcado |  |

| 16 de setembro de 1970 | Júlio César               | 2 – 0 | Sacramenta |  |
|                        | Gol marcado · Gol marcado |       |            |  |

| 17 de setembro de 1970 | Paysandu                  | 2 – 1 | Sport Belém |  |
|                        | Gol marcado · Gol marcado |       | Gol marcado |  |

| 20 de setembro de 1970 | Remo                      | 2 – 1 | Sport Belém |  |
|                        | Gol marcado · Gol marcado |       | Gol marcado |  |

| 20 de setembro de 1970 | Júlio César               | 2 – 0 | Combatentes |  |
|                        | Gol marcado · Gol marcado |       |             |  |

| 27 de setembro de 1970 | Sporting                    | 2 – 0 | Sacramenta | Estádio Leônidas Castro, Belém   |
|                        | Antonio Maria 41' Ítalo 77' |       |            | Árbitro: Benedito Chaves Barbosa |

- Sporting: Benedito; Carlita, Prata, Pedro Chaves e Jango (Alfredinho); Haroldo e Nunes; Ítalo, Salgado, Tomás e Antonio Maria.
- Sacramenta: Abreu; Abílio, Orivaldo, Gonçalves e Zumbi; Cicatriz, Hugo e Luís; Reis, Nascimento e Japonês.

| 27 de setembro de 1970 | Paysandu | 0 – 2 | Tuna Luso       | Estádio Leônidas Castro, Belém |
|                        |          |       | Leônidas 8' 45' | Árbitro: Armando Marques       |

- Paysandu: Arlindo; Paulo Tavares, Osmani, João Tavares e Beto; Tito e Mário; Jorge Costa, Bené, Vila e Da Costa.
- Tuna Luso: Omar; Marinho, Abel, Carvalho e Acari; Antenor e Waltinho; Fefeu (Zeilídio), Mesquita, Leônidas e Érvio.

| 30 de setembro de 1970 | Sporting                  | 2 – 1 | Júlio César |  |
|                        | Gol marcado · Gol marcado |       | Gol marcado |  |

| 30 de setembro de 1970 | Tuna Luso                 | 2 – 1 | Sport Belém |  |
|                        | Gol marcado · Gol marcado |       | Gol marcado |  |

| 4 de outubro de 1970 | Paysandu | 0 – 0 | Remo |                             |
|                      |          |       |      | Árbitro: Manoel F. Oliveira |

- Paysandu: Arlindo; Paulo Tavares, Osmani, João Tavares e Carlinhos; Beto e Tito; Edílson (Amaral), Jorge Costa, Bené e Da Costa (Vila).
- Remo: Franco; Jorge Mendonça, Nagel, Pinheiro e Lúcio; Irotheau e Elias; Birugueta (Vanderlei), Íris, Mimi (Fernando) e Neves.

| 4 de outubro de 1970 | Combatentes | 1 – 1 | Sacramenta         |                        |
|                      | Roger 1'    |       | Carlos Alberto 72' | Árbitro: Jaime Batista |

- Combatentes: Benjamim; Moisés, Roberto, Dias e Milton; Macalé e Kemper; Luis, Roger, Cardosinho e Gatão (Vicente).
- Sacramenta: Rui (Abreu); Abílio, Durval (Orivaldo), Raul e Moreira; Hugo e Carlos Alberto; Charuto, Reis, Nascimento e Japonês.

|  | Paysandu                  | 2 – 1 | Sporting    |  |
|  | Gol marcado · Gol marcado |       | Gol marcado |  |

|  | Sport Belém | 0 – 0 | Combatentes |  |
|  |             |       |             |  |

### Finais
1º jogo
| 14 de março de 1971 | Tuna Luso                       | 3 – 2 | Paysandu                  | Estádio do Souza, Belém |
|                     | Nilson · Leônidas · Marinho (P) |       | Gol marcado · Gol marcado | Árbitro: Manoel Amaro   |

2º jogo
| 21 de março de 1971 | Paysandu | 0 – 1 | Tuna Luso   | Estádio Leônidas Castro, Belém |
|                     |          |       | Gonzaga 87' | Árbitro: Manoel Amaro          |

|  | Paysandu | Tuna Luso |

| PAYSANDU:     |  |               |  |    |
|               |  |               |  |    |
| G             |  | Arlindo       |  |    |
| LD            |  | Paulo Tavares |  |    |
| Z             |  | Osmani        |  |    |
| Z             |  | Joaquim       |  |    |
| LE            |  | Carlinhos     |  |    |
| V             |  | Beto          |  | a' |
| V             |  | Quarenta      |  |    |
| M             |  | Mário         |  | b' |
| M             |  | Jorge Costa   |  |    |
| A             |  | Bené          |  |    |
| A             |  | Vila          |  |    |
| Substituição: |  |               |  |    |
|               |  | Tito          |  | a' |
|               |  | Amaral        |  | b' |
| Treinador:    |  |               |  |    |
|               |  |               |  |    |

| TUNA LUSO:     |  |          |  |    |
|                |  |          |  |    |
| G              |  | Omar     |  |    |
| LD             |  | Marinho  |  |    |
| Z              |  | Abel     |  |    |
| Z              |  | Carvalho |  |    |
| LE             |  | Acari    |  |    |
| V              |  | Antenor  |  |    |
| V              |  | Waltinho |  |    |
| M              |  | Fefeu    |  |    |
| M              |  | Mesquita |  |    |
| A              |  | Leônidas |  | a' |
| A              |  | Gonzaga  |  |    |
| Substituição:  |  |          |  |    |
|                |  | Nilson   |  | a' |
| Treinador:     |  |          |  |    |
| Aloísio Brasil |  |          |  |    |

| Campeonato Paraense de 1970   |
| Belém                         |
| ----------------------------- |
| Tuna Luso Campeão (8º título) |